# كأس العالم للسيدات تحت 17 سنة 2010
كأس العالم للسيدات تحت 17 سنة لكرة القدم 2010 تقام في الفترة من 5 سبتمبر إلى 25 سبتمبر 2010، وسيكون البلد المستضيف هو ترينيداد وتوباغو. ستة عشر منتخب سوف يتنافسون في البطولة وتمثيل قاراتهم.

## الملاعب
المدن التالية أختيرت لاستضافة البطولة:
| المدينة       | الملعب              | سعة الاستاد |
| ------------- | ------------------- | ----------- |
| بورت أوف سبين | ملعب هاسيلي كروفورد | 27.000      |
| آریما/ملابار  | ملعب لاري غوميز     | 10.000      |
| كوفا          | ملعب أتو بولدون     | 10.000      |
| سالي          | ملعب ماني رامجون    | 10.000      |
| سكاربوروه     | ملعب دوات يورك      | 7.500       |

## المنتخبات المشاركة
| الاتحاد                                            | البطولة التأهيلية                              | المتأهل                                   |
| -------------------------------------------------- | ---------------------------------------------- | ----------------------------------------- |
| الاتحاد الآسيوي لكرة القدم)                        | كاس آسيا للسيدات تحت 16 سنة 2009               | كوريا الشمالية · كوريا الجنوبية · اليابان |
| الاتحاد الأفريقي لكرة القدم                        | بطولة أفريقيا للناشئين للسيدات تحت 17 سنة 2010 | نيجيريا · غانا · جنوب إفريقيا             |
| اتحاد أمريكا الشمالية والوسطى والكاريبي لكرة القدم | بطولة أمريكا الشمالية للسيدات تحت 17 سنة 2010  | كندا · المكسيك                            |
| اتحاد أمريكا الجنوبية لكرة القدم                   | بطولة أمريكا الجنوبية للناشئين للسيدات 2010    | البرازيل · تشيلي · فنزويلا                |
| اتحاد أوقيانوسيا لكرة القدم                        | بطولة اوفك لمنتخبات السيدات تحت 17 سنة         | نيوزيلندا                                 |
| الاتحاد الأوروبي لكرة القدم                        | بطولة أوروبا للسيدات تحت 17 سنة 2010           | إسبانيا · جمهورية أيرلندا · ألمانيا       |
| المستضيف                                           | المستضيف                                       | ترينيداد وتوباغو                          |

## دور المجموعات
المرحلة الأولى من البطولة سوف تلعب بتقسيم ستة عشر منتخب إلى أربعة مجموعة تتالف جميعة من أربعة، يتأهل حينها أفضل مركزين في كل مجموعة إلى الدور ربع النهائي من المسابقة. قرعة النهائيات عقدت في العاصمة بورت أوف سبين في 5 مايو، 2010.
جميع أوقات المباريات (ت ع م-04:00).

### المجموعة أ
| الفريق           | لعب | فاز | تعادل | خسر | له | عليه | +/- | نقاط |
| ---------------- | --- | --- | ----- | --- | -- | ---- | --- | ---- |
| نيجيريا          | 3   | 3   | 0     | 0   | 10 | 3    | 7+  | 9    |
| كوريا الشمالية   | 3   | 2   | 0     | 1   | 6  | 3    | 3+  | 6    |
| ترينيداد وتوباغو | 3   | 1   | 0     | 2   | 3  | 4    | 1–  | 3    |
| تشيلي            | 3   | 0   | 0     | 3   | 1  | 10   | 9–  | 0    |

| نيجيريا                                      | 3 – 2 | كوريا الشمالية                      |
| -------------------------------------------- | ----- | ----------------------------------- |
| نجوزي أوكوبي 3'، 79' · فرانسيسكا أورديغا 77' | تقرير | 28' كيم سو غيونغ · 58' كيم كوم يونغ |

| ترينيداد وتوباغو                  | 2 – 1 | تشيلي            |
| --------------------------------- | ----- | ---------------- |
| ديارا سيمونز 9' · ليانا هيندس 80' | تقرير | 83' بونا روثفيلد |

| كوريا الشمالية                                       | 3 – 0 | تشيلي |
| ---------------------------------------------------- | ----- | ----- |
| كيم كوم يونغ 44'، 73' · بونغ سون هوا 85' (ركلة جزاء) | تقرير |       |

| ترينيداد وتوباغو | 1 – 2 | نيجيريا                                |
| ---------------- | ----- | -------------------------------------- |
| ليانا هيندس 36'  | تقرير | 28' فرانسيسكا أورديغا · 86' لوفيت أيلا |

| كوريا الشمالية  | 1 – 0 | ترينيداد وتوباغو |
| --------------- | ----- | ---------------- |
| كيم سو غيونغ 3' | تقرير |                  |

| تشيلي | 0 – 5 | نيجيريا                                                               |
| ----- | ----- | --------------------------------------------------------------------- |
|       | تقرير | 15' فرانسيسكا أورديغا · 41'، 51'، 72' لوفيت أيلا · 1+90' نجوزي أوكوبي |

### المجموعة ب
| الفريق         | لعب | فاز | تعادل | خسر | له | عليه | +/- | نقاط |
| -------------- | --- | --- | ----- | --- | -- | ---- | --- | ---- |
| ألمانيا        | 2   | 2   | 0     | 0   | 19 | 1    | 18+ | 6    |
| كوريا الجنوبية | 2   | 2   | 0     | 0   | 7  | 2    | 5+  | 6    |
| جنوب إفريقيا   | 2   | 0   | 0     | 2   | 2  | 13   | 11– | 0    |
| المكسيك        | 2   | 0   | 0     | 2   | 1  | 13   | 12– | 0    |

| ألمانيا                                                                                              | 9 – 0 | المكسيك |
| --- | ----- | ------- |
| لينا لوتزين 4'، 35' · لينا بيترمان 12'، 13'، 72' · كيرا مالنيوفسكي 42'، 55'، 66' · كريستين ديمان 47' | تقرير |         |

| جنوب إفريقيا           | 1 – 3 | كوريا الجنوبية                        |
| ---------------------- | ----- | ------------------------------------- |
| جيرماين سيوبوسينوي 53' | تقرير | 37'، 56' ييو مين جي · 77' شين داميونغ |

| ألمانيا | 10 – 1 | جنوب إفريقيا           |
| --- | ------ | ---------------------- |
| لينا لوتزين 12' · كيرا مالنيوفسكي 19'، 29'، 36'، 57' · ميلاني ليوبولز 24'، 25' · لينا بيترمان 35'، 37' · جيرماين سيوبوسينوي 45' (هدف في مرماها) | تقرير  | جيرماين سيوبوسينوي 31' |

| كوريا الجنوبية                                                 | 4 – 1 | المكسيك          |
| -------------------------------------------------------------- | ----- | ---------------- |
| كيم ناري 27' · ييو مين جي 40' · كيم دا هيي 76' · لي يون يا 90' | تقرير | 37' فرناندا بينا |

| كوريا الجنوبية | – | ألمانيا |
| -------------- | - | ------- |
|                |   |         |

| المكسيك | – | جنوب إفريقيا |
| ------- | - | ------------ |
|         |   |              |

### المجموعة ت
| الفريق    | لعب | فاز | تعادل | خسر | له | عليه | +/- | نقاط |
| --------- | --- | --- | ----- | --- | -- | ---- | --- | ---- |
| إسبانيا   | 2   | 2   | 0     | 0   | 7  | 2    | 5+  | 6    |
| اليابان   | 2   | 1   | 0     | 1   | 7  | 4    | 3+  | 3    |
| فنزويلا   | 2   | 1   | 0     | 1   | 2  | 7    | 5–  | 3    |
| نيوزيلندا | 2   | 0   | 0     | 2   | 2  | 5    | 3–  | 0    |

| إسبانيا                                                                      | 4 – 1 | اليابان           |
| ---------------------------------------------------------------------------- | ----- | ----------------- |
| إيرايا بيريز 26' · أليكسيا بوتيلاس 28' · لاورا غيتيريز 41' · راكيل بينيل 55' | تقرير | 56' كومي يوكوياما |

| نيوزيلندا    | 1 – 3 | إسبانيا                                             |
| ------------ | ----- | --------------------------------------------------- |
| كايت لوي 15' | تقرير | جيما غيلي 4' · 48' رارا ميريدا · 86' لبالوما لازارو |

| نيوزيلندا | – | إسبانيا |
| --------- | - | ------- |
|           |   |         |

| اليابان | – | فنزويلا |
| ------- | - | ------- |
|         |   |         |

| اليابان | – | نيوزيلندا |
| ------- | - | --------- |
|         |   |           |

| فنزويلا | – | إسبانيا |
| ------- | - | ------- |
|         |   |         |

### المجموعة ث
| الفريق          | لعب | فاز | تعادل | خسر | له | عليه | +/- | نقاط |
| --------------- | --- | --- | ----- | --- | -- | ---- | --- | ---- |
| جمهورية أيرلندا | 0   | 0   | 0     | 0   | 0  | 0    | 0   | 0    |
| البرازيل        | 0   | 0   | 0     | 0   | 0  | 0    | 0   | 0    |
| كندا            | 0   | 0   | 0     | 0   | 0  | 0    | 0   | 0    |
| غانا            | 0   | 0   | 0     | 0   | 0  | 0    | 0   | 0    |

| جمهورية أيرلندا | – | البرازيل |
| --------------- | - | -------- |
|                 |   |          |

| كندا | – | غانا |
| ---- | - | ---- |
|      |   |      |

| جمهورية أيرلندا | – | كندا |
| --------------- | - | ---- |
|                 |   |      |

| غانا | – | البرازيل |
| ---- | - | -------- |
|      |   |          |

| غانا | – | جمهورية أيرلندا |
| ---- | - | --------------- |
|      |   |                 |

| البرازيل | – | كندا |
| -------- | - | ---- |
|          |   |      |

## الأدوار النهائية
|  | ربع النهائي          | ربع النهائي       |                           |                  | نصف النهائي | نصف النهائي |  |  | النهائي                   | النهائي |
|  |                      |                   |                           |                  |             |             |  |  |                           |         |
|  | 16 سبتمبر — مارابيلا |                   |                           |                  |             |             |  |  |                           |         |
|  |                      |                   |                           |                  |             |             |  |  |                           |         |
|  | A1                   |                   |                           |                  |             |             |  |  |                           |         |
|  | 21 سبتمبر — آريما    |                   |                           |                  |             |             |  |  |                           |         |
|  | B2                   |                   |                           |                  |             |             |  |  |                           |         |
|  | فائز المباراة 25     |                   |                           |                  |             |             |  |  |                           |         |
|  | 17 سبتمبر — كوفا     |                   |                           |                  |             |             |  |  |                           |         |
|  |                      | فائز المباراة 27  |                           |                  |             |             |  |  |                           |         |
|  | C1                   |                   |                           |                  |             |             |  |  |                           |         |
|  |                      |                   | 25 سبتمبر — بورت أوف سبين |                  |             |             |  |  |                           |         |
|  | D2                   |                   |                           |                  |             |             |  |  |                           |         |
|  | فائز المباراة 29     |                   |                           |                  |             |             |  |  |                           |         |
|  | 16 سبتمبر — مارابيلا |                   |                           |                  |             |             |  |  |                           |         |
|  |                      | فائز المباراة 30  |                           |                  |             |             |  |  |                           |         |
|  | B1                   |                   |                           |                  |             |             |  |  |                           |         |
|  | 21 سبتمبر — كوفا     |                   |                           |                  |             |             |  |  |                           |         |
|  | A2                   |                   |                           |                  |             |             |  |  |                           |         |
|  | فائز المباراة 26     |                   | المركز الثالث             | المركز الثالث    |             |             |  |  |                           |         |
|  | فائز المباراة 26     | 17 سبتمبر — آريما | المركز الثالث             | المركز الثالث    |             |             |  |  |                           |         |
|  |                      | فائز المباراة 28  |                           |                  |             |             |  |  |                           |         |
|  | D1                   |                   | خاسر المباراة 29          |                  |             |             |  |  |                           |         |
|  | D1                   |                   |                           |                  |             |             |  |  |                           |         |
|  | C2                   |                   |                           | خاسر المباراة 30 |             |             |  |  |                           |         |
|  | C2                   |                   |                           | خاسر المباراة 30 |             |             |  |  |                           |         |
|  |                      |                   |                           |                  |             |             |  |  | 25 سبتمبر — بورت أوف سبين |         |
|  |                      |                   |                           |                  |             |             |  |  |                           |         |

### الدور ثمن النهائي
| متصدر المجموعة الأولى [[تصنيف:صفحات تستخدم رمز علم غير موجود\|]] | – | [[تصنيف:صفحات تستخدم رمز علم غير موجود\|]] وصيف المجموعة الثانية |
| ---------------------------------------------------------------- | - | ---------------------------------------------------------------- |
|                                                                  |   |                                                                  |

| متصدر المجموعة الثانية [[تصنيف:صفحات تستخدم رمز علم غير موجود\|]] | – | [[تصنيف:صفحات تستخدم رمز علم غير موجود\|]] وصيف المجموعة الاولى |
| ----------------------------------------------------------------- | - | --------------------------------------------------------------- |
|                                                                   |   |                                                                 |

| متصدر المجموعة الثالثة [[تصنيف:صفحات تستخدم رمز علم غير موجود\|]] | – | [[تصنيف:صفحات تستخدم رمز علم غير موجود\|]] وصيف المجموعة الرابعة |
| ----------------------------------------------------------------- | - | ---------------------------------------------------------------- |
|                                                                   |   |                                                                  |

| متصدر المجموعة الرابعة [[تصنيف:صفحات تستخدم رمز علم غير موجود\|]] | – | [[تصنيف:صفحات تستخدم رمز علم غير موجود\|]] وصيف المجموعة الثالثة |
| ----------------------------------------------------------------- | - | ---------------------------------------------------------------- |
|                                                                   |   |                                                                  |

### الدور قبل النهائي
| فائز المباراة 25 [[تصنيف:صفحات تستخدم رمز علم غير موجود\|]] | – | [[تصنيف:صفحات تستخدم رمز علم غير موجود\|]] فائز المباراة 27 |
| ----------------------------------------------------------- | - | ----------------------------------------------------------- |
|                                                             |   |                                                             |

| فائز المباراة 26 [[تصنيف:صفحات تستخدم رمز علم غير موجود\|]] | – | [[تصنيف:صفحات تستخدم رمز علم غير موجود\|]] فائز المباراة 28 |
| ----------------------------------------------------------- | - | ----------------------------------------------------------- |
|                                                             |   |                                                             |

### مباراة تحديد المركز الثالث والرابع
| خاسر المبارة 29 [[تصنيف:صفحات تستخدم رمز علم غير موجود\|]] | – | [[تصنيف:صفحات تستخدم رمز علم غير موجود\|]] خاسر المباراة 30 |
| ---------------------------------------------------------- | - | ----------------------------------------------------------- |
|                                                            |   |                                                             |

### النهائي
| فائز المباراة 29 [[تصنيف:صفحات تستخدم رمز علم غير موجود\|]] | – | [[تصنيف:صفحات تستخدم رمز علم غير موجود\|]] فائز المباراة 30 |
| ----------------------------------------------------------- | - | ----------------------------------------------------------- |
|                                                             |   |                                                             |

## وصلات خارجية
- Official FIFA.com: الموقع الرسمي